# Grand Theft Auto: Vice City Stories
Grand Theft Auto: Vice City Stories – konsolowa gra akcji z serii Grand Theft Auto, stworzona i wydana przez Rockstar Games. Tytuł ukazał się 1 listopada 2006 na konsolę PlayStation Portable oraz 6 marca 2007 na PlayStation 2. Akcja gry rozgrywa się w fikcyjnym mieście Vice City (wzorowanym na Miami), które było również scenerią dla gry Grand Theft Auto: Vice City. Czas akcji to 1984 rok, czyli 2 lata przed akcją GTA: Vice City. Głównym bohaterem gry jest Victor Vance – brat Lance'a Vance'a – jednego z bohaterów GTA: Vice City. Victor Vance w chwili rozpoczęcia fabuły gry ma 28 lat i jest żołnierzem Marines.

## Rozgrywka
GTA: Vice City Stories jest strukturalnie zbliżone do innych części Grand Theft Auto.
Główny rdzeń rozgrywki oparty jest na kilku gatunkach gier, do których należą: trzecioosobowa strzelanina oraz grze opartej na jeżdżeniu pojazdami. Wszystko to zostało osadzone w wielkim, otwartym świecie.
Otwarte, nieliniowe środowisko pozwala graczowi na dowolną eksplorację gry. Może on wybrać co chce robić w danym momencie. Mimo faktu, iż przechodzenie kolejnych misji fabularnych odblokowuje nowe możliwości w rozgrywce dodając na przykład nową wcześniej zamkniętą część miasta, nie są one strukturalnie narzucone. Jednakże podczas przystąpienia do danej misji gracz nie ma już wolnego wyboru i jest ograniczony przez jej wymagania.
Jednym z kluczowych elementów jest możliwość budowania własnego gangsterskiego imperium. Jest to nowość w całej serii GTA, która jest połączeniem idei kupowania przedsiębiorstw w Grand Theft Auto: Vice City oraz przejmowania terytoriów wrogich gangów w Grand Theft Auto: San Andreas.